# Уржумка (деревня)
 Уржумка  — деревня в Звениговском районе Республики Марий Эл. Входит в состав Кокшамарского сельского поселения.

## География
Находится в южной части республики Марий Эл на расстоянии приблизительно 37 км по прямой на запад-северо-запад от районного центра города Звенигово на левобережье Волги.

## История
Образовалась как выселок в 1918 году переселенцами из деревень Липша и Иванбеляк. В 1939 году в деревне проживали 105 жителей. В советское время работали колхозы «Велле» («Улей») «Искра», им. Тельмана, позднее СХП «Заря».

## Население
Население составляло 34 человека (чуваши 56 %, мари 41 %) в 2002 году, 63 в 2010.